# Вулька-Козодавська
Вулька-Козодавська (пол. Wólka Kozodawska) — село в Польщі, у гміні Пясечно Пясечинського повіту Мазовецького воєводства.
Населення — 1100 осіб (2011).
У 1975-1998 роках село належало до Варшавського воєводства.

## Демографія
Демографічна структура станом на 31 березня 2011 року:
|          | Загалом | Допрацездатний вік | Працездатний вік | Постпрацездатний вік |
| -------- | ------- | ------------------ | ---------------- | -------------------- |
| Чоловіки | 528     | 172                | 325              | 31                   |
| Жінки    | 572     | 171                | 333              | 68                   |
| Разом    | 1100    | 343                | 658              | 99                   |